# Canular de Berners Street

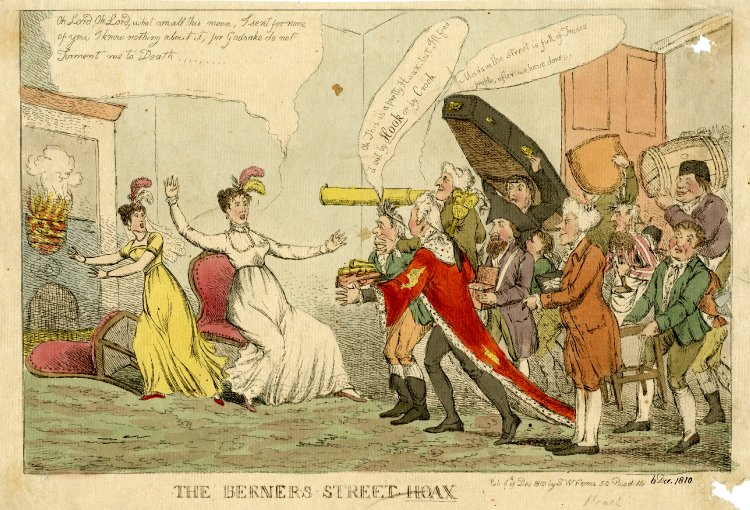
Canular de Berners Street, caricature.

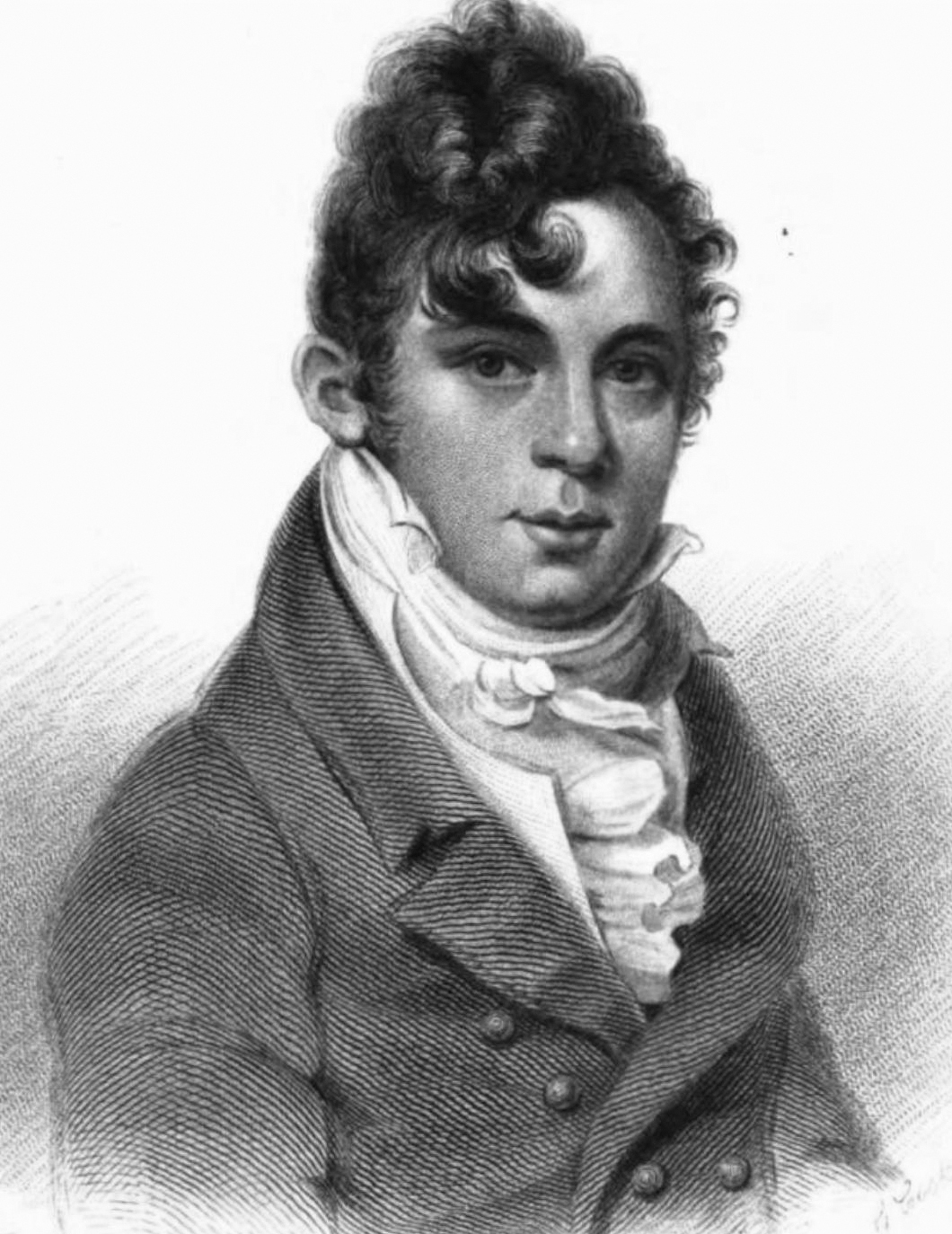
Theodore Hook, auteur du canular, vers 1810.

Le canular de Berners Street est perpétré par l'écrivain anglais Theodore Hook à Londres en 1810. Hook ayant parié avec un ami qu'il pouvait en une semaine faire de n'importe quelle maison de Londres l'adresse la plus courue du moment, envoie des milliers de lettres prétendument rédigées par madame Tottenham, résidente au 54 Berners Street, sollicitant des livraisons, des visites ou de l'aide.

## Histoire
Le 27 novembre 1810,, à cinq heures du matin, un ramoneur se présente chez madame Tottenham pour le nettoyage de ses cheminées. La domestique le renvoie, mais quelques instants plus tard, un autre ramoneur sonne, puis un autre, et un autre jusqu'à douze. C'est ensuite toute une flotte de charrettes qui viennent livrer leur cargaison de charbon, puis plusieurs pâtissiers apportant de grands gâteaux de mariage, des médecins, des avocats, des vicaires et des prêtres appelés pour assister un prétendu mourant dans la maison. Des poissonniers se présentent, puis des cordonniers, les livreurs successifs de plus de douze pianos, ainsi que « six gros hommes portant un orgue ». Des dignitaires, dont le gouverneur de la Banque d'Angleterre, le duc d'York, l'archevêque de Canterbury et le lord-maire de Londres, se rendent chez madame Tottenham à la suite de l'invitation reçue. Commerçants et badauds encombrent rapidement les rues étroites du quartier. Livraisons et visites se poursuivent jusqu'en début de soirée, paralysant une grande partie de Londres.

« Tous les agents disponibles furent chargés de disperser les gens : placés aux coins de Berners Street ils refoulaient les commerçants qui arrivaient vers la maison avec leur marchandise. La rue n'était toujours pas dégagée à une heure tardive, car à cinq heures de l'après-midi des servants de plusieurs confessions commencèrent à affluer.
Il s'avéra que des lettres avaient été écrites aux différents corps de métier, se prévalant de recommandations de personnes de qualité. Une récompense fut offerte pour l'arrestation de l'auteur du canular criminel. »

Hook quant à lui s'est posté avec son ami dans la maison juste en face, d'où il observe le chaos qu'il a engendré.
Bien que beaucoup de ses proches le soupçonnent d'être le responsable, il n'est pas publiquement démasqué, prétendant une convalescence qui le contraint à rester « alité une semaine ou deux ».
Le site du 54 Berners Street est maintenant occupé par l'hôtel Sanderson.

### Note
1. ↑  La date de novembre 1809 est parfois retenue dans des ouvrages publiés plusieurs décennies après, cf. Chambers, 1832 et Barham, 1852.